# 尤爾圖申斯科耶湖
56°1′29.15″N 48°57′9.34″E / 56.0247639°N 48.9525944°E
尤爾圖申斯科耶湖（俄语：Юртушинское озеро），是俄羅斯的湖泊，位於該國西部韃靼斯坦共和國，由維索卡亞戈拉區負責管轄，長0.6公里、寬0.18公里，面積7.9公頃，平均水深6米，最大水深20米。